# اوک ریج (تنسی)
اوک ریج(به انگلیسی: Oak Ridge) شهری در ایالت تنسی کشور ایالات متحده آمریکا است که جمعیت آن در سرشماری سال ۲۰۱۰ میلادی، ۲۹٬۳۳۰ نفر بوده‌است.